# Радкерсбург (округ)
Радкерсбург (нем. Bezirk Radkersburg) — округ в Австрии. Центр округа — город Бад-Радкерсбург. Округ входит в федеральную землю Штирия. Занимает площадь 336,96 км². Население 24 068 чел. Плотность населения 71 человек/кв.км.

## Города и Общины
1. Бад-Радкерсбург
2. Бирбаум-на-Ауэрсбахе
3. Дойч-Гориц
4. Кробатен
5. Дойч-Гориц
6. Зальзах
7. Шрёттен-Дойч-Гориц
8. Унтерспиц
9. Дитерсдорф-ам-Гнасбах
10. Айхфельд
11. Хайнсдорф-Бруннзее
12. Оберракич
13. Госдорф
14. Диперсдорф
15. Флуттендорф
16. Миссельсдорф
17. Хальбенрайн
18. Оберпуркла
19. Хальбенрайн
20. Хоф-Штраден
21. Клёх
22. Меттерсдорф-на-Засбахе
23. Ландорф
24. Раннерсдорф-на-Засбахе
25. Рорбах-ам-Розенберг
26. Цеэнсдорф
27. Мурек
28. Мурфельд
29. Лихендорф
30. Обершварца
31. Зайберсдорф-Санкт-Файт
32. Унтершварца
33. Вайтерсфельд-ан-дер-Мур
34. Радкерсбург-Умгебунг
35. Альтнойдёрфль
36. Дедениц
37. Гориц-Радкерсбург
38. Хуммерсдорф
39. Лафельд
40. Пфаррсдорф
41. Придахоф
42. Зихельдорф
43. Цельтинг
44. Рачендорф
45. Санкт-Петер-ам-Оттерсбах
46. Штраден
47. Харт-Штраден
48. Кроннерсдорф
49. Негельсдорф
50. Швабау
51. Вазен-ам-Берг
52. Виден-Клаузен
53. Вальдпрехт
54. Тишен
55. Грёссинг
56. Патцен
57. Пихла-Радкерсбург
58. Трёссинг
59. Вайнбург-на-Засбахе